# 魯西濟縣
02°29′0″S 28°53′48″E / 2.48333°S 28.89667°E

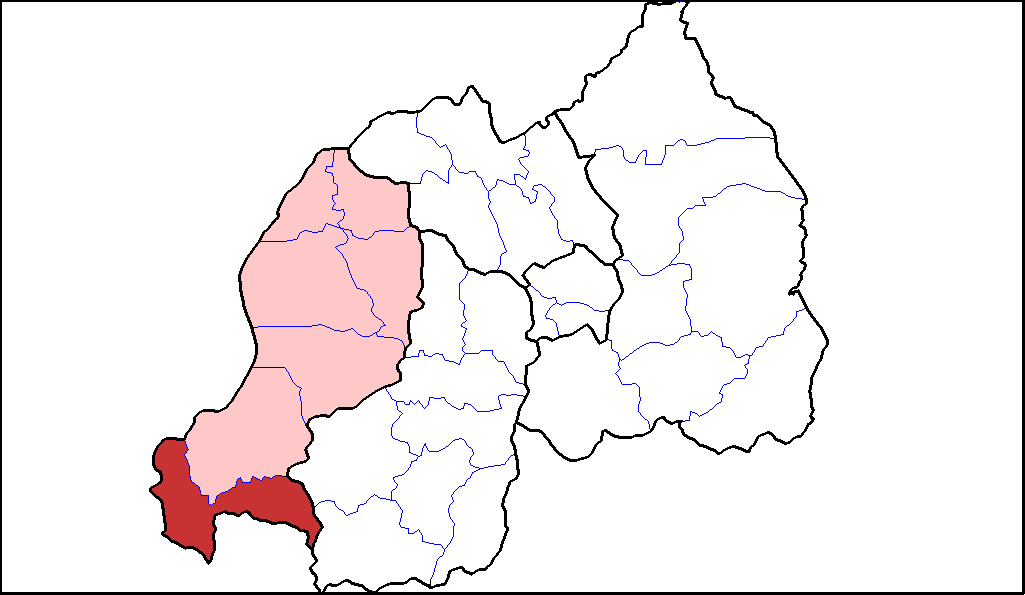

魯西濟縣（Rusizi District），是盧旺達的縣份，位於該國西部，由西部省負責管轄，首府設於卡門貝，面積959平方公里，2012年人口400,859，人口密度每平方公里420人。